# Tokuji
Tokuji (japanisch 徳治) ist eine japanische Ära (Nengō) von Januar 1307 bis November 1308 nach dem gregorianischen Kalender. Der vorhergehende Äraname ist Kagen, die nachfolgende Ära heißt Enkei. Die Ära fällt in die Regierungszeit des Kaisers (Tennō) Go-Nijō.
Der erste Tag der Tokuji-Ära entspricht dem 18. Januar 1307, der letzte Tag war der 21. November 1308. Die Tokuji-Ära dauerte zwei Jahre oder 674 Tage.

## Ereignisse
- 1308 Tennō Go-Nijō stirbt